# Main Source
Main Source sono stati un gruppo musicale hip hop statunitense/canadese con sede a New York City/Toronto e composto dai DJ e produttori di Toronto Sir Scratch e K-Cut e dall'MC del Queens Large Professor. Successivamente, Large Professor fu sostituito da MC Mikey D, anch'egli del Queens.
L'album d'esordio (Breaking Atoms), porta il gruppo al successo: il disco entra nella chart dedicata ai lavori hip hop e la critica specializzata è unanime nel considerarlo un prodotto eccellente. Alle produzioni collabora anche Pete Rock (su una traccia) e nella canzone Live at the Barbeque è presente la prima apparizione di Nas in un album.
Prima del completamento del secondo album, Large Professor abbandona il gruppo. I due DJ di Toronto decidono di ingaggiare MC Mikey D e di pubblicare un altro album nel 1994, Fuck What You Think. Il gruppo si scioglie nello stesso anno. Nel 1996 la Mary Joy Recordings pubblica una compilation destinata al solo mercato nipponico.

## Discografia
Album
- 1991 - Breaking Atoms
- 1994 - Fuck What You Think

Raccolte
- 1996 - The Best Of Main Source